# پان تادئوش (فیلم ۱۹۲۸)
پان تادئوش (لهستانی: Pan Tadeusz) یک درام تاریخی لهستانی است که بر پایهٔ رمان پان تادئوش اثر آدام میتسکیه‌ویچ ساخته شده‌است.

## گزیدهٔ بازیگران
- پاوئو اوروئو
- استفان یاراچ
- هنریک ژنتوفسکی
- لودویک فریتشه
- وویچیخ بریجینسکی
- یژی مار
- یانینا کلیمکیه‌ویچ
- یوزف شلویتسکی